# Newton Foot
Newton Foot (São Paulo, 10 de maio de 1962) é um cartunista e arquiteto brasileiro. Estudou arquitetura na Universidade de São Paulo, onde conheceu Fábio Zimbres, com quem lançou a revista Brigitte em 1986. Um ano mais tarde ganhou o Troféu HQ Mix como roteirista nacional ao editar a revista Bundha.

## Obra
Juntamente com Pitlik criou o jornal strip Afagos Amargos em 1988. Newton Foot colaborou em revistas como a Niquel Náusea, Chiclete com Banana e Animal, com Rogério de Campos e Celso Singo Aramaki. É ilustrador e escritor de cenários para a televisão.